# Kalandia
Kalandia, també coneguda com a Qalandia o Qalandiya (àrab: قلنديا, Qalandiyā; hebreu: קלנדיה‎), és un poble palestí situat a Cisjordània, entre Jerusalem i Ramal·lah, just a l'oest de la frontera del municipi de Jerusalem. D'acord amb l'Oficina Central d'Estadístiques de Palestina, 1.154 persones vivien a Kalandia el 2006. Kalandia és també el nom d'un camp de refugiats establert per l'UNRWA el 1949 per als refugiats palestins de Lod, Ramla i Jerusalem després de l'èxode palestí de 1948, la Nakba.

## Història

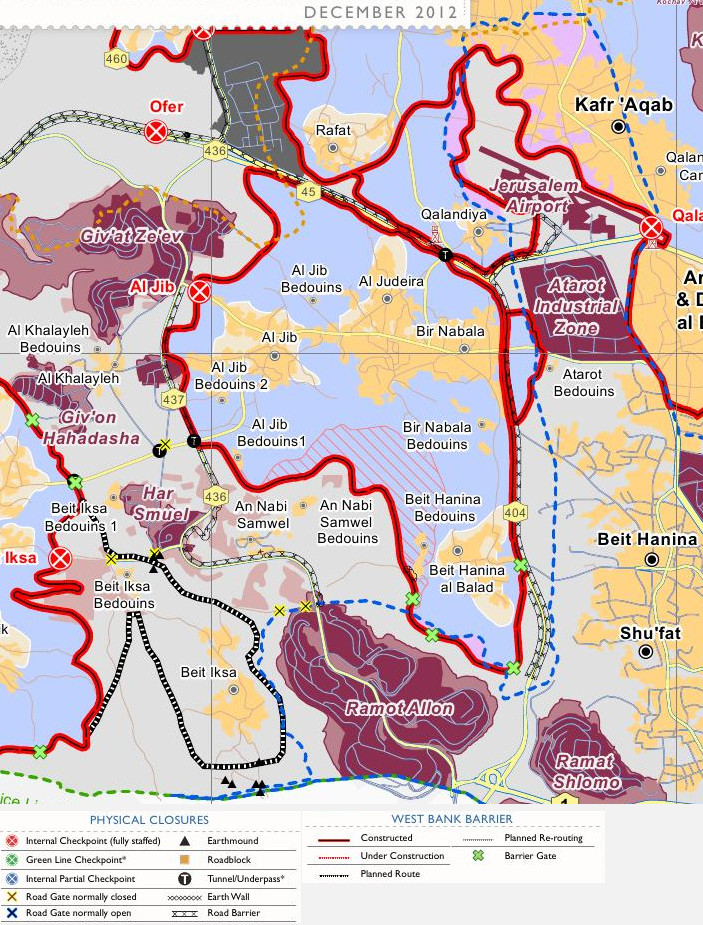
El mur en el nord de Jerusalem, que confina a Kalandia (en el nord) com un enclavament sota control israelià.

A Kalandia s'hi han trobat tombes de gran antiguitat. En diverses excavacions s'han trobat uns banys romans d'Orient i ceràmica del mateix període. Durant el període de les croades, Kalandia va ser un dels 21 pobles i llogarets atorgats pel rei Jofré de Bouillon com a feu als canonges del Basílica del Sant Sepulcre.
En 1151, l'abat va arrendar l'ús de les vinyes i hortes de Kalandia a un tal Nemes el Sirià, al seu germà Antoni i als seus fills. A canvi, el convent rebia una part de la producció anual d'aquestes terres. En 1152 la reina Melisenda de Jerusalem va intercanviar vilatans de la seva propietat per tendes i dos comptadors per al canvi de moneda. Als documents d'aquest intercanvi es reflecteixen els noms dels vilatans, tots ells noms cristians, la qual cosa indica que Kalandia era una població cristiana per aquella època.

### Època Otomana
En 1517, els otomans van incorporar el poble al seu Imperi juntament amb la resta de Palestina, i en 1596, Kalandia apareixia en els registres d'impostos otomans com una nàhiya o sub-districte d'al-Quds al liwà o districte homònim. Tenia una població de 15 llars musulmanes i pagava impostos sobre el blat, l'ordi, les olives, i alguns ingressos ocasionals, els ruscs i les cabres.
En el maig de 1863, l'explorador francès Victor Guérin va visitar el poble i el va descriure de la següent manera: "petit llogaret que consta d'unes poques cases amb plantacions de figueres al voltant". D'altra banda, un llistat otomà dels pobles i llogarets mostrava al voltant de 1870 que a Kalandia hi havia 16 cases habitades per 50 persones, encara que el recompte d'habitants solament incloïa als homes.
En 1883, la Fundació per a l'Exploració de Palestina va descriure Kalandia en el seu Estudi sobre Palestina Occidental com a "petit llogaret envoltat d'oliveres, amb pedreres cap a l'oest."

### Mandat Britànic de Palestina
En el cens de Palestina de 1922, dut a terme per les autoritats del Mandat Britànic de Palestina, Qalandieh (Qalandia) tenia 144 habitants, dels quals 122 eren musulmans i 22 jueus. La seva població havia disminuït en el cens de 1931, any en el qual Qalandiya tenia 120 habitants, tots ells musulmans, que vivien en 25 cases.
El 1945, la població de Kalandia era de 190 àrabs i el seu territori era de 3,940 dúnams, segons un estudi oficial sobre la terra i la seva població. D'ells, 427 dúnams estaven dedicats a plantacions i a terra irrigable, 2.202 a cereals i 6 dúnams eren considerats com zones urbanitzades.

#### Aeroport de Kalandia
Fins a 1930, l'únic aeroport civil del Mandat Britànic de Palestina estava situat a Kalandia, si la veritat és que hi havia uns quants aeroports militars. L'Aeroport de Kalandia era usat per importants viatgers amb destinació a Jerusalem. L'aeroport va ser obert per a vols regulars el 1936. Després de la Guerra dels Sis Dies, Israel es va apoderar de l'aeroport i el va rebatejar com a Aeroport d'Atarot, però va haver de tancar-lo el 2001, després de l'inici de la Segona Intifada.

### Ocupació jordana

Mur de separació a Kalandia.

A la conclusió de la Guerra araboisraeliana de 1948, i després de l'Armistici de 1949, Kalandia i la resta de Cisjordània van quedar sota control jordà.

#### Camp de refugiats de Kalandia
El camp de refugiats de Kalandia va ser establert el 1949 per la UNRWA en unes terres cedides per Jordània, que en aquells dies controlava la Cisjordània palestina. A data de 2006 ocupava una superfície de 353 dúnams (0.353 km²; 35.3 ha) i tenia 10.024 habitants, amb 935 estructures dividides en 8 blocs. Les autoritats israelianes la consideren part de la Gran Jerusalem i roman sota el seu control. L'ONU ha condemnat repetidament la materialització de la idea israeliana de la Gran Jerusalem mitjançant l'annexió de Jerusalem Est i de les seves zones circumdants, denominant-la "una violació del Dret internacional".

### Ocupació israeliana
Des de la Guerra dels Sis Dies de 1967, Kalandia roman sota ocupació israeliana.

#### Control de seguretat de Kalandia

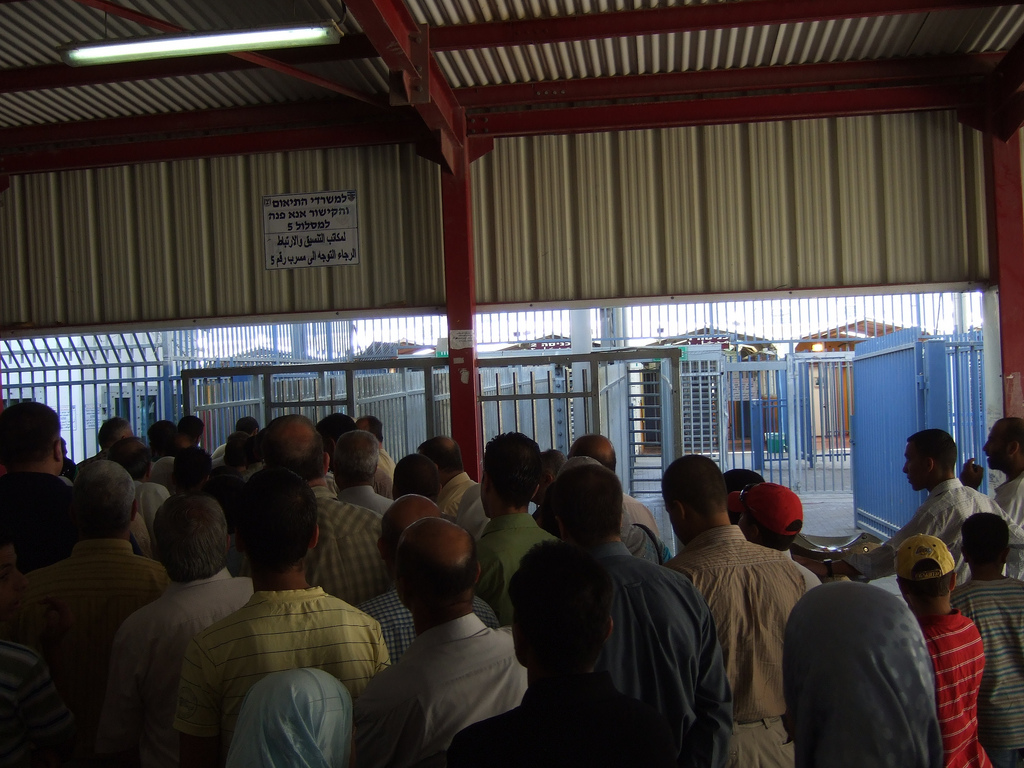
El control de seguretat de Kalandia, entre Jerusalem i Ramal·la, és lloc de freqüents manifestacions contra l'ocupació israeliana.

El de Kalandia és el principal control de seguretat entre el nord de Cisjordània i Jerusalem. L'exèrcit israelià fa servir aquest lloc de seguretat per controlar l'accés dels palestins a Jerusalem Oriental. Israel exigeix que els palestins estiguin en possessió de permisos per passar a través d'aquest control de seguretat, ja sigui per motius de treball, assistència mèdica, educació o per motius religiosos.
Segons l'ONG israeliana B'Tselem, la majoria de les persones que passen per aquest control de seguretat són residents de Jerusalem Oriental separats de la resta de la ciutat pel Mur de Cisjordània. El 23 d'agost de 2013, un assalt israelià a Kalandia va resultar en enfrontaments amb residents locals, deixant tres morts i diversos ferits crítics entre els seus habitants.
El 24 de juliol de 2014, un jove palestí de 17 anys anomenat Mahmud Ziad va morir a causa d'un tret al cap mentre participava en una manifestació contra l'ofensiva israeliana a Gaza. El soldat israelià que va abatre'l va afirmar que Ziad li havia disparat prèviament. L'ONG israeliana B'Tselem afirma que anava desarmat.
El 3 de juliol de 2015, un adolescent palestí anomenat Mohamed Hani al-Kasba va morir tirotejat per un oficial israelià prop del lloc de control de Kalandia. Un portaveu de l'exèrcit israelià va assegurar que el jove, de 17 anys, estava llançant pedres als vehicles de l'exèrcit.